# Линија 17 (Београд)
Линија 17 (Коњарник-Горњи град) је аутобуска линија београдског ГСП-а.

## Опис
Стајалишта линије 17:
1. Коњарник
2. Петрињска
3. Шумице
4. Хотел Србија
5. Грчића Миленка
6. Душановац
7. Дом здравља Вождовац
8. Франше Д Епереа
9. Делиградска
10. Мостар
11. Сава центар
12. Блок 25
13. Антифашистичке борбе
14. Београдска арена
15. Булевар уметности
16. ГО Нови Београд
17. Булевар маршала Толбухина
18. Џона Кенедија
19. Прве пруге Ретензија
20. Пољопривредни факултет
21. Земун пошта
22. Трг Бранка Радичевића
23. Наде Димић
24. Дунавска
25. Тршћанска
26. Филипа Вишњића
27. Руска
28. Земун - Горњи град

## У популарној култури
У цртаној серији Џет сет један од аутобуса Линије 17 је искоришћен као ракета за одлазак на Марс.